# Legal & General
Legal & General — британская страховая и инвестиционная компания, крупнейшая на рынке управления активами в Великобритании. Размер активов под управлением £1,279 трлн на конец 2020 года.

## История
Компания была основана в 1836 году шестью адвокатами, и называлась Legal & General Life Assurance Society (Юридическое и общее общество страхования жизни). Этот период был особо благоприятным для создания компаний по страхованию жизни, только с 1834 по 1836 в Британии их было основано 310. К концу XIX века Legal & General была второй крупнейшей страховой компанией Великобритании с активами более 2 млн фунтов. Из вырученных от продажи полисов средстве общество выдавало кредиты как частным лицам, так и предприятиям. В 1920 году общество было реорганизовано в компанию и из названия было удалено слово «Life», поскольку помимо страхования жизни Legal & General начала страховать от пожаров и от несчастных случаев.
С 1930-х годов компания начала расти за счёт поглощений, были созданы филиалы в Южной Африке и Австралии. В 1970-х годах были созданы совместные предприятия в Германии, Франции, Италии, Бельгии, Швейцарии, Нидерландах, Ирландии и Японии, компания начала заниматься инвестиционным менеджментом и перестрахованием. В 1981 году Legal & General вышла на рынок США, купив за 140 млн долларов «Компанию по страхованию жизни госслужащих» (Government Employees Life Insurance Company). В 1996 году был создан Legal & General Bank, но он был продан уже в 2003 году.
С января 2020 года Legal & General перестала оказывать услуги по страхованию имущества в связи с продажей этого подразделения компании Allianz; страховые премии этого подразделения составляли около 400 млн фунтов в год.

## Деятельность
В 2020 году выручка группы составила 50,2 млрд фунтов, из них 39,2 млрд пришлось на инвестиционный доход, чистые страховые премии — 9,37 млрд; страховые выплаты составили 17,8 млрд. Активы на конец 2020 года составили 571 млрд фунтов, из них 526 млрд пришлось на инвестиции (облигации — 294 млрд, акции — 189 млрд).
Основные направления деятельности:
- Пенсионное страхование — аннуитет, пожизненная ипотека (ипотечные кредиты для пожилых людей), перенос пенсионных рисков (покупка пенсионных фондов компаний);
- Управление активами
- Инвестиционный менеджмент
- Страхование — отдельные виды страхования в Великобритании и США[1].

В 2015 году Legal & General Group заняла 15-е место среди крупнейших инвестиционных компаний мира по размеру активов под управлением ($1,106 трлн).
| Год                 | 2007  | 2008   | 2009  | 2010  | 2011  | 2012  | 2013  | 2014  | 2015  | 2016  | 2017  | 2018  | 2019  | 2020  |
| ------------------- | ----- | ------ | ----- | ----- | ----- | ----- | ----- | ----- | ----- | ----- | ----- | ----- | ----- | ----- |
| Оборот              | 18,20 | -31,64 | 43,79 | 38,44 | 18,32 | 34,98 | 39,26 | 51,52 | 12,70 | 77,97 | 40,49 | 1,264 | 66,79 | 50,23 |
| Чистая прибыль      | 0,718 | -1,130 | 0,863 | 0,820 | 0,721 | 0,801 | 0,906 | 0,992 | 1,094 | 1,265 | 1,902 | 1,808 | 1,810 | 1,571 |
| Активы              | 281,3 | 256,7  | 297,0 | 323,9 | 326,5 | 346,3 | 366,3 | 399,6 | 396,8 | 467,9 | 504,4 | 492,5 | 560,7 | 570,6 |
| Собственный капитал | 5,624 | 3,732  | 4,198 | 4,874 | 5,122 | 5,480 | 5,907 | 6,303 | 6,693 | 7,283 | 7,692 | 8,652 | 9,093 | 9,966 |

## Акционеры
Capital Research & Management Company, Inc. владеет около 10 % акций компании.